# Johntá Austin
Johntá Austin (* 28. Juni 1980 in Atlanta, Georgia) ist ein US-amerikanischer Songwriter, Arrangeur, Produzent und Sänger.

## Werdegang
Johntá Austin machte seine ersten nennenswerten Schritte in der Musikindustrie auf dem Album Release Some Tension von SMV. Seinen ersten großen Erfolg konnte er 1998 feiern, als das von ihm geschriebene Lied Sweet Lady von Tyrese in die Top Ten der US-Charts gelangte.
2004 erlebte er dann sein bisher erfolgreichstes Jahr, in dem er mit Mary J. Blige auf Be Without You und mit Mariah Carey auf We Belong Together zusammenarbeitete. Für sein Songwriting auf beiden Liedern wurde er jeweils mit dem Grammy Award for Best R&B Song ausgezeichnet. Darüber hinaus war er an Janet Jacksons Langspieler 20 Y.O. stark beteiligt.
Daraufhin erhielt er einen Plattenvertrag als Solokünstler bei So So Def, dem Label von Jermaine Dupri. In der Folge erschienen mehrere Singles von ihm, von denen jedoch nur Turn It Up und The One That Got Away mit Platzierungen in den „Hot R&B/Hip-Hop Singles & Tracks“, einer genrespezifischen Hitparade des Billboard-Magazins, gewisse Aufmerksamkeit erhielten. Dennoch erschien schließlich Austins Debütalbum Ocean Drive, das jedoch keine kommerzielle Bedeutung erlangte.
Anschließend war er wieder mehr im Hintergrund tätig und arbeitete hauptsächlich als Komponist für andere Interpreten.

## Diskografie
Alben
- 2008: Ocean Drive

Singles
- 2005: Lil More Love
- 2005: Dope Fiend
- 2006: My Heart
- 2006: Turn It Up
- 2006: Shortie Like Mine (Bow Wow feat. Johnta Austin & Chris Brown)
- 2007: Outta My System (Bow Wow feat. Johnta Austin & T-Pain)
- 2007: Video
- 2008: The One That Got Away
- 2009: You Can Get It All (Bow Wow feat. Johnta Austin)
- 2011: The Way You Love Me